# Ami Henri Bornand
Pour les articles homonymes, voir Bornand.
Ami Henri Bornand, né le 2 juin 1826 à Sainte-Croix et mort le 22 novembre 1888 à Lausanne, est un notaire, un juge cantonal et une personnalité politique suisse.

## Biographie
De confession protestante, originaire de Sainte-Croix, Ami Henri Bornand est le fils de David Henri Bornand et de Rose Susette Campiche. Il épouse en premières noces Julie Catherine Chausson et en secondes noces Adine Marie Carrel. Après des études de droit à Lausanne de 1849 à 1850, il exerce comme notaire, puis comme juge au Tribunal cantonal entre 1852 et 1866 ; il en est le président de 1861 à 1864. Il est en outre directeur de la Caisse hypothécaire cantonale vaudoise, qui deviendra le Crédit foncier vaudois, entre 1874 et 1888.

### Carrière politique
Ami Henri Bornand est membre en 1861 et 1884 des assemblées constituantes nommées pour réviser la Constitution vaudoise. Membre du Parti radical-démocratique, il est Conseiller d'État entre 1866 et 1874 ; il y dirige le département militaire jusqu'en 1872, puis celui de l'agriculture et du commerce. Il démissionne pour diriger la Caisse hypothécaire cantonale vaudoise,.